# Diplotemnus rothi
Diplotemnus rothi es una especie de arácnido del orden Pseudoscorpionida de la familia Atemnidae.

## Distribución geográfica
Se encuentra en Arizona (Estados Unidos).